# Tocuyogors
De Tocuyogors (Arremonops tocuyensis) is een zangvogel uit de familie Emberizidae (gorzen).

## Verspreiding en leefgebied
Deze soort komt voor in noordoostelijk Colombia en noordwestelijk Venezuela.